# ادوین اس. بروسارد
ادوین اس. بروسارد (به انگلیسی: Edwin S. Broussard) سناتور سابق عضو حزب دموکرات ایالات متحده آمریکا بود. وی در سال ۱۹۲۱ تا ۱۹۳۳ میلادی سناتور ایالت لوئیزیانا در سنای ایالات متحده آمریکا بود.